# Stojan Novaković
Stojan Novaković (Стојан Новаковић), född 1 november 1842 i Šabac, död 18 februari 1915 i Niš, var en serbisk filolog och politiker.
Novaković blev 1865 professor i serbiska språket och litteraturen i Belgrad, 1867 sekreterare i Serbiska litteratursällskapet samt 1869 bibliotekarie och kustos vid nationalmuseet. Han var tre gånger kultusminister och verkade som sådan för det serbiska skolväsendets organisation. År 1883 blev han senator och i februari 1884 inrikesminister. Han var senare sändebud i Konstantinopel och Sankt Petersburg, en tid konseljpresident och delegerad vid fredskonferensen i London 1912–13.
Novakovićs beskrivning över serbiska uttalet (Fiziologija glasa i glasovi srpskoga jezika, 1873) är ett för sin tid synnerligen utmärkt arbete; för övrigt utgav han en större serbisk grammatik (Srpska gramatika, andra upplagan 1902) samt en språk- och litteraturhistorisk läsebok (Primeri književnosti i jezika staroga i srpsko-slovenskoga, tredje upplagan 1904); vidare Istorija srpske književnosti (Serbiska litteraturens historia; 1867, andra upplagan 1871) och Srpska bibliografija (Serbisk bibliografi, omfattande tiden 1741–1867; tryckt 1869 med fortsättning till 1876); Srpska knjiga u XIX veku (Den serbiska litteraturen under 1800-talet, 1900).
Novaković utgav bland annat Stefan Uroš IV Dušans lagbok ("Zakonik St. Dušana", andra upplagan 1898), en gammal samling bysantinska och kyrkliga förordningar ("Matije Vlastara sintagmat", 1907), sysslade med äldre och yngre sägner och folklore ("Legenda o Vladimiru i Kosari", 1893; "Pripovetka o Aleksandru Velikom", 1878; "Varlaam i Joasaf", 1881; en gåtsamling, "Srpske narodne zagonetke", 1877; sångerna om Kosovoslaget i flera upplagor o.s.v.), samt flera historiska arbeten, bland annat Srbi i turtsi XIV i XV veka (Serber och turkar på 1300- och 1400-talen, 1893), Stara srpska vojska (Serbiens krigshär i äldre tider, 1893), Tursko tsarstvo pred srpski ustanak 1780–1804 (Turkiska riket före serbiska resningen, 1907), Ustanak na Dachije (Resningen mot pretendenterna 1804, 1904), Vaskrs države srpske (Om serbiska upproret 1804–13, andra upplagan 1904). Aktuella frågor behandlades med samma intresse: Dvadeset godina ustav. polit. u Srbiji (Serbisk politik 1883–1903), Balkanska pitanja (Balkanfrågor 1886–1905) och Najnovija balkanska kriza (Den nyaste Balkankrisen).
Novaković publicerade dessutom i Serbiska litteratursällskapets, serbiska akademiens och Tjupitj-stiftelsens skriftserier en mängd mindre avhandlingar rörande serbiskt språk, litteratur och historia. Han började som vitterlekare, verkade dessutom som reseskildrare och översättare (bland annat av Leopold von Rankes arbeten om Serbiens historia). Åren 1865–68 redigerade han den litterära veckoskriften "Vila". Novaković var länge den ledande personligheten inom Serbiens filologiska och historiska vetenskap.